# Catraileten
Catraileten (Catrai Leten, Katrai Leten) ist ein osttimoresischer Suco im Verwaltungsamt Letefoho (Gemeinde Ermera).

## Geographie

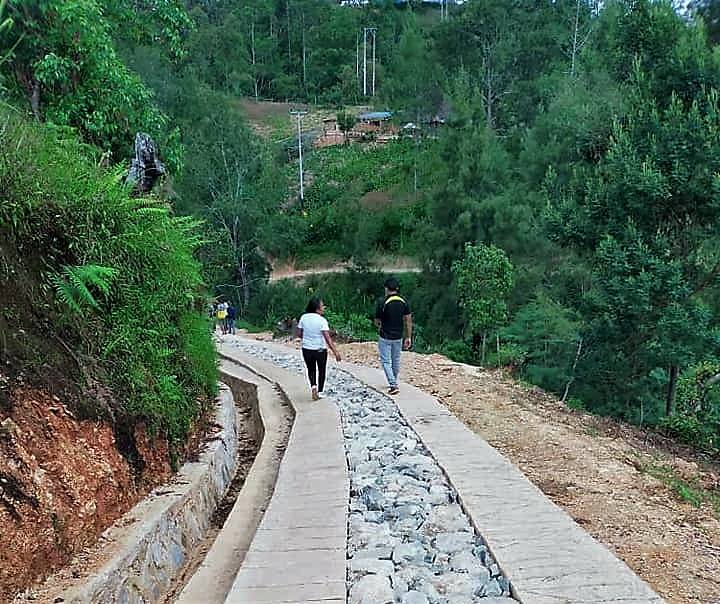
Straße in Catraileten

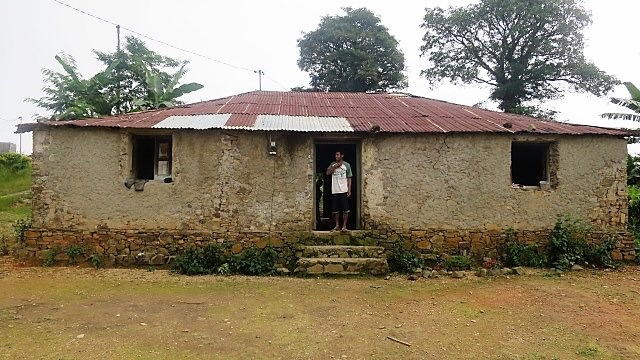
Hütte in Catraileten

Vor der Gebietsreform 2015 hatte Catraileten eine Fläche von 12,14 km². Nun sind es 34,33 km². Der Suco liegt im Südwesten des Verwaltungsamts Letefoho. Nördlich liegen die Sucos Hatugau und Haupu, östlich der Suco Catrai Caraic und südlich der Suco Lauana. Im Nordwesten grenzt Catraileten an das Verwaltungsamt Hatulia mit seinem Suco Leimea-Sarinbalo und im Südwesten an das Verwaltungsamt Atsabe mit seinem Suco Leimea Leten. Die Nordgrenze bildet der nach Westen fließende Fluss Ladibau. Er gehört zum System des Lóis.
Die Überlandstraße zwischen den Orten Letefoho und Atsabe führt quer durch den Suco. An ihr liegen die Dörfer Poetali (Poetail), Merigue (Merigi) und Duhoho. Östlich der Straße befinden sich die Orte Fahiluha (Pahiluha), Tunufahi (Tunupahi) und Hohulo (Hohulu), westlich die Ortschaften Roto, Raebou (Nord) und  Raebou (Süd). In Merigue gibt es eine Grundschule, die Escola Primaria No. 223 Catraileten.
Im Suco befinden sich die sieben Aldeias Duhoho, Fahiluha, Hohulo, Lumutou, Merigue, Raebou und Tunufahi.

## Einwohner
Im Suco leben 2.987 Einwohner (2022), davon sind 1.542 Männer und 1.445 Frauen. Im Suco gibt es 674 Haushalte. Fast 90 % der Einwohner geben Mambai als ihre Muttersprache an. Fast 9 % sprechen Tetum Prasa und eine kleine Minderheit Kemak.

## Geschichte
Am 3. Mai 1976 erreichten das indonesische Bataillon 512 Letefoho. Im Ort und den benachbarten Dörfern begannen sie Menschen zu töten, weswegen die Zivilisten in die Wälder flohen. In Catraileten, am Fuß des Tatamailaus, entstand eine Widerstandsbasis (base de apoio), in der Tausende Zivilisten Schutz unter der FALINTIL suchten. Hier konnten sie Ackerbau betreiben und so ihre Grundversorgung sichern. Die Basis wurde am 18. Mai 1978 von den Indonesiern eingekreist und zerstört. Die indonesischen Streitkräfte beschossen die Basis mit Mörsern, Panzerfäuste und Artillerie. Flugzeuge bombardierten die Stellungen. Viele Menschen starben durch Landminen. Wer nicht fliehen konnte, wurde in den Ort Letefoho gebracht.

## Politik
Bei den Wahlen von 2004/2005 wurde Julio de Deus Pinto zum Chefe de Suco gewählt. Bei den Wahlen 2009 gewann Tiotonio de Deus Aráujo und 2016 Dominigos Fernandes.